# Обыкновенная кутора
Обыкновенная кутора, или водяная кутора, или водяная землеройка (лат. Neomys fodiens) — транспалеарктический вид млекопитающих рода куторы, крупнейшая землеройка Европы. 
Длина тела достигает 10 см, длина хвоста 8 см; масса тела — до 20 г.
Ареал её охватывает громадную территорию от Британии до побережья Тихого океана в пределах лесной зоны. На севере в Скандинавии встречается до берегов Ледовитого океана; в России самые северные находки — на полуострове Таймыр, в южной Якутии и в Магаданской области. На юге доходит до севера Малой Азии, северных областей Монголии, Китая и Северной Кореи. На юго-востоке России встречается в Приморье и на о. Сахалин. В западной и центральной частях ареала малочисленна, на востоке редка.
Обитает водяная кутора по берегам небольших пресных водоёмов. Гнёзда устраивает в брошенных норах грызунов, под корнями деревьев, в валежнике, под кочками, иногда сама роет нору. Водяная кутора отлично плавает и ныряет, за что и получила своё название. Нападает она не только на беспозвоночных и рыб, но и на мышевидных грызунов и птенцов водоплавающих птиц. Наряду с утконосом и щелезубом, водяная кутора относится к ядовитым млекопитающим. В её слюне содержится парализующее вещество, вырабатываемое подчелюстной слюнной железой. Благодаря ему кутора может делать запасы живых, но обездвиженных животных — укушенные ею беспозвоночные сохраняют неподвижность в течение 3–5 дней. 
Размножается водяная кутора в тёплый период года — с апреля по сентябрь. В выводке от 3 до 12 детёнышей; выводков в год 2–3. В природе продолжительность её жизни 2 года, в лабораторных условиях — 4 года.
Водяная кутора играет некоторую роль в поддержании природных очагов туляремии, но сама обладает повышенной резистентностью к этой инфекции. Вредит прудовому хозяйству, истребляя молодь рыб.